# 小早川貞平
小早川 貞平（こばやかわ さだひら）は、鎌倉時代末期から南北朝時代にかけての武将。沼田小早川氏の当主。

## 生涯
元弘3年/正慶2年（1333年）、元弘の乱に際して鎌倉幕府方として出陣。東国へ落ち延びていく六波羅探題の一族郎党400人余りが、近江国番場蓮華寺で自刃する現場までつき従うが、その場を脱出し本領・安芸国沼田荘まで逃げ帰っている。貞平は当時16歳であったと伝わる。
建武4年/延元2年（1337年）3月12日、　従五位下・備後守を賜る。暦応4年/興国2年（1341年）10月10日、安芸国沼田荘内安直などの所領を、父・宣平（のぶひら）より譲り受ける。
正平6年/観応2年（1351年）6月12日、安芸国守護職に補任される。天授5年/康暦元年（1379年）、康暦の政変に際して、安芸国矢野城、同国天野城攻めに室町幕府軍主力とし参陣した。

## 関連史料
- 東京帝国大学文学部史料編纂所編『大日本古文書』 家わけ十一ノ二：小早川家文書之1-2、東京帝国大学、1927年。 NCID BN04860811。OCLC 834195954。全国書誌番号:73018529。NDLJP:1908801